# La Courneuve
La Courneuve este un oraș în Franța, în departamentul Seine-Saint-Denis, în regiunea Île-de-France. Are o populație de 35 700 locuitori și suprafață de 7,52 km². Orașul face parte în area metropolitană a Parisului.
1. ↑  French National Directory of Representatives, accesat în 15 martie 2019
2. ↑  répertoire géographique des communes, accesat în 26 octombrie 2015
3. ↑  dataset of postal codes in France, 1 octombrie 2018